# Plectrocnemia obliquofasciata
Plectrocnemia obliquofasciata är en nattsländeart som beskrevs av Martynov 1935. Plectrocnemia obliquofasciata ingår i släktet Plectrocnemia och familjen fångstnätnattsländor. Inga underarter finns listade i Catalogue of Life.